# IDOL LAND 星光樂園
《偶像樂園星光樂園》是於2023年8月17日發行的手機遊戲。
從2014年開始的一系列街機遊戲《星光樂園》，以及應用啟動時將分發的同名網絡動畫。
廣告標語是“大家開始的偶像生活！”。

## 概要
從2014年開始的一系列街機遊戲《星光樂園》於2022年結束營運後，轉以手機平台形式運作。原先在2020年5月先行公布手機化消息，當年12月6日開始事先登錄，隨後於2021年2月15日開始為了提升品質而延期至2023年8月公開。

## 故事大綱
誰都能成為偶像的偶像主題公園「星光樂園」（女子星光樂園／女星樂園）是全世界女孩子們憧憬的地方。 有一天，在波中的黑暗空間裏發現了一個應該叫做「原始星光樂園」的超巨大偶像系統，馬上將該系統引入星光樂園，開始更新為「偶像樂園」，但發生了異常事態。連接偶像樂園和現實世界的世界各國的大門關閉了。唯一留下星元宿女星樂園（女子星光樂園)。就這樣，女星樂園和男星樂園被從現實世界中分離出來，笑容和夢想也從女孩子們那裡消失了。女星樂園和男星樂園的偶像們能打開關閉的門，回到現實世界嗎？

## 登場人物
與前作相關的主要人物請參照「星光樂園角色列表」、「偶像時間星光樂園角色列表」。

#### 前作主要登埸人物
真中菈菈（Manaka Laala，配音員：茜屋日海夏（日本））
為前作《星光樂園》和《偶像時間星光樂園》的女主角，作為本作的另一位女主角繼續登場。女子偶像組合「SoLaMi♡SMILE」的成員，屬於星元宿星女星樂園（星光樂園）的女神偶像，就讀於帕普莉加學園小學部6年級生。結束了星星元宿女星樂園（星光樂園）的任務，被派往另一個女星樂園（星光樂園）。
於「男星樂園 STAGE-偶像樂園的死亡-」真人舞台劇版被WITH的今宵提及很努力地幫助元偶像們記起曾經做偶像的記憶。
於第2話在星元宿女星樂園（星光樂園）與穿着山羊裝的正午再次重逢。
於第6話透過雷歐娜的口中得知馬利奧的存在，知道馬利奧是最近在男星樂園大肆破壞的人。
於第7話得知馬利奧是余理以前在中學時期創造的實體化男性人物。
夢川正午（Yumekawa Shougo，配音員：山下誠一郎（日本））
為前作《偶像時間星光樂園》的男配角，本作男主角兼關鍵人物。夢川結衣的哥哥，男子偶像組合WITH的成員，屬於星星元宿男星樂園的男偶像，就讀于私立阿波卡特學園中學部2年级，非常受大家歡迎。
於第0話目睹妺妹用夢想力量保住兩個星光樂園的出入門口而陷入失落。
於「男星樂園 STAGE-偶像樂園的死亡-」真人舞台劇版提及在星元宿女星樂園的天空上睡著與在現實世界中因為不再說夢夢可愛的妹妹結依而煩惱，他說不能向粉絲們看到這樣的樣子，考慮到那種心情決定停止WITH的活動。
於第2話一直收集閃耀心情力量拼命唱歌3小時拯救結衣，忽然意識到親人的重要性。在男星樂園和女星樂園（星光樂園）的外邊之間與余理首次相遇，穿着山羊裝首次進入星元宿女星樂園（星光樂園）探望結衣，同時與菈菈再次重逢。
於第3話再次穿着山羊裝進入星元宿女星樂園（星光樂園）探望結衣，與菈菈等人再次碰面。
於第5話有出場去觀看紫京院響和馬利奧的演出決戰，還有妒忌雷歐娜·威斯特的可愛魅力比他的可愛魅力更好，開始視其為對手。
於第6話結尾與朝日、今宵有出場一會透過星光樂園TV觀看GaarmageddonMi的演出，得知馬利奧去了女星樂園那邊向菈菈等人宣戰。
於第10話與朝日、今宵、丑三一起去星元宿女星樂園對付刺刺蟲，同時把被馬利奧操控的深夜抬走軟禁。

#### 本作主要登場人物
香田澄余理（配音員：飯田里穗（日本））
本作女主角，就讀於私立巴西莉特學園的高中一年級少女。人如其名，認為自己在人群中很多餘，過去總是獨來獨往，喜歡把想像的創作寫在筆記本裡，憧憬著女星樂園（星光樂園），但意外因更新意外而喪失女星樂園的記憶。於第1集時在菈菈引導下恢復女星樂園的記憶，正式出道。馬利奧的創造者。
於第2話在男星樂園和女星樂園（星光樂園）的外邊之間與WITH相遇。
在第6話與馬利奧相遇時，認不得馬利奧是自己創造出來的實體化人物而感到害怕。與波洛洛相遇後，在結尾最終認出馬利奧是自己創造出來的實體化人物。
於第7話感到內疚而逃避卻被Nonsugar發現，最後在大家的鼓勵下解開心結。
於第8話為了恢復秀香的記憶練吉他到半夜三更，隔天在秀香經過時彈出秀香的曲子，但秀香沒理會；當秀香又回來時繼續彈卻在最後一刻吉他斷了線。正當不知所措的時候秀香唱出了曲子，表示已經恢復女星樂園的記憶。
於第10話決定與馬利奧進行演出對決。
於第11話因馬利奧在決鬥舞台上當場說起余莉自己以前的中二事情而惱羞成怒大喊馬利奧消失，卻意識到馬利奧對自己也很重要，擁抱正在消失的馬利奧，與馬利奧合二為一拯救男女星光樂園。最後馬利奧消失在自己面前而感到悲傷。
主要的穿着品牌為自創品牌「HystericBunny」。
馬利奧（配音員：橘龍丸（日本））
本作反派，由余理的偶像筆記本中誕生的實體化男性人物，是以魔王自稱的黑暗系偶像。可在空中飛行，但同時可以自由進入男星樂園和女星樂園（星光樂園）兩邊。心中很在乎余理（比任何人更加在乎的）。
被四眼弟弟認為是歌姫娃娃，於第3話正式登場在WITH的演出舞台出場拿着結他攻擊所有男偶像的內心發出的閃耀力量而正式出道。於第5話與紫京院響進行演出對決，但在對決中慘敗給了紫京院響，結尾對女星樂園產生了興趣而決定穿著公羊裝前往星元宿女星樂園，在女星樂園的森林中與余理相遇，認出余理是創造自己出來的人。
於第6話以自己的造型在GaarmageddonMi的演出舞台出來拿着結他攻擊所有女偶像的內心發出的閃耀力量，也決定讓女星樂園陷入黑暗之中，向所有女偶像宣戰，然後離開了現場。
於第7話看了女星樂園的雜誌，結尾在Nonsugar演出後破壞閃耀力量。
於第8話開頭與嘉露璐有交流，結尾攻擊大江戶深夜，並操控其。
於第9話被余理知道了自己的弱點，當提到自己穿草莓內褲後會感覺羞恥變成兔子型態，一段時間後才可以恢復原狀，卻偶然發現嘉拉拉的麥克風。
於第10話成功克服自己的弱點，利用嘉拉拉的麥克風慫恿已經被攻擊的深夜穿著公羊裝到女星樂園破壞；攻擊女星樂園裏的女生內心的閃耀力量，邀請余理與自己融合統治女星樂園但被下余理挑戰書。
於第11話向余理講出內心的說話，與余理合二為一拯救男女星光樂園，並於本話因用盡力量最終消失。
主要的穿着品牌為自創品牌「Fullmetal Rabbit」。
大江戶深夜（配音員：河合健太朗（日本））
男子偶像雙人組合「DARK NIGHTMARE」的代表，屬於星星元宿男星樂園的地下樂園「暗黑樂園」男偶像，就讀甜椒商業高校二年級。性格盛氣硬派、但很會照顧人。對於離去的前隊友高瀬今宵抱持不放棄的態度。似乎了解星元宿女星樂園（星光樂園）那邊的女偶像的存在。認識雨宮春希。偶爾會去星元宿的「文字忍者燒」找丑三，有時會幫丑三代替打工，所以比起WITH更了解星元宿這個地方。
舞台劇版提及他和丑三一樣都認識「Dressing Pafé」的桃樂絲和雷歐娜兩人。
於第5話發現馬利奧的存在後，邀請馬利奧加入DARK NIGHTMARE，但馬利奧撕開入隊書表示拒絕。
於第8話被馬利奧攻擊受其操控。
於第10話被馬利奧慫恿用嘉拉拉的麥克風破壞女星樂園，最終被丑三擊暈被WITH抬走軟禁（當時丑三和WITH穿著山羊裝）。
丑三（配音員：鵜澤正太郎（日本））
男子偶像雙人組合「DARK NIGHTMARE」的成員，屬於星星元宿男星樂園的地下樂園「暗黑樂園」男偶像，就讀甜椒商業高校一年級。出身異國貴族，但十分憧憬日本忍者文化，而前來日本星元宿找「文字忍者燒」的加拿大籍老闆桃樂絲威斯特和雷歐娜威斯特的父親拜師，同時在星元宿的「文字忍者燒」打工。似乎了解星元宿女星樂園（星光樂園）那邊的女偶像的存在。對深夜和威斯特姊弟很絕對忠誠。
波洛洛（配音員：林鼓子（日本））
在女星樂園的森林裏逗留了很多年，體型非常巨大，在雨中與余理相遇，因害怕自己的體型而不敢交朋友。十分善良且愛哭，在第9集踏入女星樂園並與余理演出。

## 網路動畫

### 製作人員
- 原作：Takara Tomy、syn Sophia
- 原案：
- 監督：森脇真琴
- 劇本統籌、系列構成：土屋理敬
- 美術監督：里見篤
- 動畫制作：龍之子製作公司

### 主題曲
片頭曲「OPEN DREAM LAND!」（第2集—）
作詞：松井洋平／作曲: 本多友紀／編曲: 酒井拓也
歌：SoLaMi♡SMILE（茜屋日海夏、芹澤優、久保田未夢）
第0、4集作為插入曲使用，第1集作為片尾曲使用。
片尾曲「Make it!」（第0集）
作詞：森月／作曲、編曲：渡邊徹
歌：SoLaMiDressing（I☆Ris - 動畫聲線）
插入曲（第1、2集）
作詞、作曲、編曲: TAMATE BOX
歌：香田澄（飯田里穂）
第2集作為片尾曲使用。
插入曲（第2集）
作詞：兒玉雨子／作曲：michitomo／編曲：KOJI Oba
歌：WITH（山下誠一郎、小林竜之、土田玲央）
插入曲（第3集）
作詞：兒玉雨子／作曲：michitomo／編曲：KOJI Oba
歌：WITH（山下誠一郎、小林竜之、土田玲央）
插入曲（第3集）
作詞：ma-saya／作曲、編曲：川崎智哉
歌：DARK NIGHTMARE（河合健太朗、鵜澤正太郎）
插入曲（第3集）
作詞、作曲、編曲：川崎智哉
歌：馬里奧（橘龍丸）
第3集作為片尾曲使用。
插入曲「My Way Star☆」（第4集）
作詞：松井洋平／作曲、編曲：伊藤和馬
歌：DressingPafé（山北早紀、澁谷梓希、若井友希）
第4集作為片尾曲使用。
插入曲「Tomorrow」（第5集）
作詞：／作曲、編曲：石塚玲依
歌：紫京院響（齋賀光希）
第5集作為片尾曲使用。

### 劇集列表
| 集數 | 日文標題 | 劇本     | 分鏡       | 演出                                  | 作畫監督                                                          | 總作畫監督                      | 動畫播放日                                       |
| ---- | -------- | -------- | ---------- | ------------------------------------- | ----------------------------------------------------------------- | ------------------------------- | ------------------------------------------------ |
| 0    |          | 土屋理敬 | 森脇真琴   | 加藤大志                              | 瀧澤茉夕 中山和子 飯飼一幸 山崎千絵                               | 原将治 齊藤里枝 川島尚          | 2021年8月18日（提前放送） 2021年11月27日（網絡） |
| 1    |          | 土屋理敬 | 森脇真琴   | 佐藤友一                              | 山村俊了 清水博幸 川瀬                                            | 原将治 齊藤里枝 川島尚 那花優統 | 2021年9月1日（提前放送） 2021年11月26日（網絡）  |
| 2    |          | 福田裕子 | 徳野雄士   | 徳野雄士                              | 野上慎也 西山華怜                                                 | 原将治 齊藤里枝 川島尚 那花優統 | 2022年1月12日（提前放送） 2022年3月3日（網絡）   |
| 3    |          | 土屋理敬 | 徳野雄士   | 黒瀬大輔                              | 山田香央里 木下由美子 西川真人                                    | 原将治 齊藤里枝 川島尚 那花優統 | 2022年5月31日（提前放送） 2023年3月1日（網絡）   |
| 4    |          | 大場小   | 誌村宏明   |                                       | 清水博幸 YAN CHANG 櫻井木                                         | 斉藤里 枝川島尚 那花優統        | 2023年8月17日                                    |
| 5    |          | 福田裕子 | 松園公     | 那花優統 山﨑健志 櫻井木 Sen 池津寿恵 | 斉藤里 枝川島尚                                                   | 2023年9月6日                    |                                                  |
| 6    |          | 大場小   | 誌村宏明   | 黒瀬大輔                              | 李小雷 劉軍 施国平 朱央 陳潔瓊 胡威 誠宇                          | 原将治 斉藤里枝 川島尚 那花優統 | 2023年10月4日                                    |
| 7    |          | 福田裕子 | 麦野       | 伊藤浩                                | 西山華怜 野上慎也 林隆祥 児玉和子                                 | 斉藤里枝 川島尚 那花優統        | 2023年11月1日                                    |
| 8    |          | 土屋理敬 | 誌村宏明   | 室谷靖                                | 榎本花子 大前祐美子 前田綾                                        | 原将治 斉藤里枝 川島尚 那花優統 | 2023年11月29日                                   |
| 9    |          | 大場小   | 佐藤       | 佐藤                                  | 藤﨑賢二                                                          | 斉藤里枝 川島尚 那花優統        | 2024年1月1日                                     |
| 10   |          | 大場小   | 渡辺健一郎 | 渡辺健一郎                            | 秋津達哉                                                          | -                               | 2024年2月15日                                    |
| 11   |          | 土屋理敬 | 佐藤       | 佐藤                                  | Ho Sungjin Lee Jongman 杉本幸子 北條直明 鵜池一馬 岩崎亮 園田大勢 | 斉藤里枝 川島尚 那花優統        | 2024年3月27日                                    |
| 12   |          |          |            |                                       |                                                                   |                                 | 2024年                                           |

## 外部連結
- 官方网站